# Властимир Годић
Властимир Годић (Каменаре, код Крушевца, 1917 — Београд, 1976) био је лекар, учесник Народноослободилачке борбе, професор Медицинског факултета у Београду и носилац Партизанске споменице 1941.

## Биографија
Рођен је 1917. године у селу Каменаре, код Крушевца. у осредње богатој сеоској породици која је одлучила да га школује. Уписао је гимназију у Крушевцу и по завршетку одлучује да, у предвечерје Другог светског рата, студира медицину у Београду. Средства која је добијао од своје породице за студирање нису му омогућавала нормалан живот, па је радио као радник у једној од београдских пиљарница, истовремено студирајући и радећи. Као радник и студент приближио се идејама левице и Комунистичкој партији Југославије где му је главни ментор био Мирко Томић. По почетку Другог светског рата прекинуо је студије и вратио се у свој родни крај.
На почетку устанка 1941. године одмах се укључио у партизански покрет где је био предводник десетина које су отпочеле борбе против окупатора и њихових помагача у Парцану и Залоговцу. Више пута током рата био је хапшен и ослобађан. У присуству делегације ПК КПЈ за Србију предвођене Недељком Караичићем Брком, у периоду од 14. до 18.08.1943.године код Шавранских колиба на Јастребцу реорганизован је штаб Расинског партизанског одреда, Властимир Годић - Миша изабран је за заменика команданта Драгослава Петровића Горског.
Властимир Годић је био први партизан који је 14. октобра 1944. године ушао у Крушевац и објавио ослобођење овог града од окупатора и домаћих издајника. 
После рата постаје специјалиста физикалне медицине и рехабилитације, балнеолог, професор на Медицинском факултету у Београду. Дипломирао на Медицинском факултету у Београду, докторирао на истом Факултету 1963. године са дисертацијом "Промет минералних материјала код улкусних болесника лечења у Врњачкој Бањи". Прошао је сва академска звања до редовног професора Медицинског факултета у Београду. Био је управник Завода за рехабилитацију интерних болесника, који је по њему касније добио име - Завод за интерне болести "Др Властимир Годић". Такође, Дом здравља у Варварину носи његово име, Дом здравља "Др Властимир Годић". Аутор је више књига и уџбеника, великог броја радова, нарочито из балнеоклиматологије. Живео је у Београду. Сахрањен је у Алеји заслужних грађана на Новом гробљу у Београду.